# Sanofi R&D
Sanofi R&D est la division recherche et développement de l'entreprise Sanofi. Elle est augmentée de la recherche en biotechnologie des laboratoires de Genzyme et de ses spécialités en thérapie cellulaire, transgénèse, biomatériaux pour traiter les maladies orphelines après son rachat en avril 2011.
- 1re entreprise de R&D en France en 2010, avec 2,200 milliards d'euros par an[2].
- 3e investisseur européen et 9e entreprise de recherche mondiale en R&D en 2010 avec 4,570 milliards d'euros[2]

Sanofi R&D compte 17 060 employés en 2010, dont 11 353 en Europe

## Histoire de la société
En avril 2024, la division du groupe Sanofi négocie un plan social portant sur 1200 salariés (sur les 11 660 salariés de la division) avec la diminution de la recherche en oncologie. Ce plan social fait suite aux plans sociaux de 2019 et de 2021.

## Axes de recherche
Sanofi R&D est organisée selon les axes thérapeutiques suivants :
| - diabète ; - oncologie ; - patient âgé et le vieillissement ; - ophtalmologie ; - immuno-inflammation ; - fibrose et réparation tissulaire ; - maladies infectieuses ; - maladies neurodégénératives ; | - psychiatrie ; - épilepsie ; - maladies cardiovasculaires / thrombose ; - maladies génétiques ; - maladies rénales ; - transplantation / système immunitaire ; - orthopédie. |

## Portefeuille de nouvelles molécules et de vaccins
- Deux nouvelles chimiothèques ultramodernes contenant plus d'1,6 million de composés en poudre et plusieurs millions en solution ont été construites en 2010. L'une sur le site R&D de Toulouse[5] et l'autre dans le parc industriel Höchst de Francfort.

## Laboratoires
La recherche de Sanofi s'organise au sein de 23 centres de recherche répartis entre l'Europe, l'Amérique du Nord et l'Asie:
| - Bridgewater research site, à Bridgewater, dans le New Jersey, centre principal de Sanofi R&D et siège de Sanofi en Amérique du Nord avec près de 1 500 employés. Ce site devrait être restructuré au quatrième trimestre 2012, pour développer un hub de recherche à Boston/Cambridge près des centres R&D de Genzyme. - Great Valley research facility, Malvern (Pennsylvanie) - Genomics center, Cambridge (Massachusetts) - Combinatorial technologies center, à Oro Valley (Arizona) - Sanofi Pasteur research site, Swiftwater (Pennsylvanie) sur 200 hectares, avec 59 bâtiments et 2 200 employés - Sanofi Bethesda, Bethesda (Maryland) - Sanofi Pasteur Limitée, Connaught Campus, Toronto - Sanofi-aventis K.K., à Tokyo et Kawagoe. - Biometrics Center, à Pékin en 2008. - China Clinical Research Unit (CRU) – R&D center de Shanghai, créé en 2005. | - Sanofi Chilly-Mazarin / Longjumeau à Chilly-Mazarin fondé en 1958 - Campus Mérieux, situé à Marcy-l'Étoile, et fondé en 1917 - Sanofi Montpellier R&D, à Montpellier fondé en 1972 - L'Institut de la vision, avec sa filiale ophtalmologique Fovea à Paris - Sanofi Strasbourg R&D, à Strasbourg, fondé en 1972 - Sanofi Toulouse R&D, à Toulouse fondé en 1965 et au cœur du pôle de compétitivité sur le Cancer. La nouvelle chimiothèque ultramoderne du groupe a été construite sur le site en 2010, avec une réplique à Francfort. - Sanofi Vitry-sur-Seine R&D, à Vitry-sur-Seine depuis 1908, au cœur d'une réorganisation vers les biotechnologies. - Sanofi Deutschland Gmbh, dans le parc industriel Höchst à Francfort-sur-le-Main, en Allemagne. - Sanofi Alnwick, à Alnwick en Grande-Bretagne en partenariat avec Covance. - Sanofi Alcorcón R&D, à Alcorcón en Espagne depuis 1975. - Sanofi-aventis Hongrie, à Budapest avec sa filiale Chinoin. - Sanofi Milan Research Centre, à Milan, le Multi-Disciplinary Biotechnology Centre de Brindisi et le Galenica Technology Centre à Scoppito. |

## Partenariats avec les universités

### France
- Depuis 2003, partenaire de la chaire Essec-Sanofi-Aventis "Innovation thérapeutique"[26]
- Partenaire de la chaire santé Sciences Po[27]
- Membre fondateur de la fondation de l'université de Bordeaux, en 2010 avec la mise en place d'une chaire "formation ingénieur production biotech"[28]
- Membre fondateur de la fondation de l'université de Montpellier
- Membre fondateur de la fondation de l'université de Lyon en 2009[29]
- Membre fondateur de la fondation de l'université d'Auvergne, dès 2008[30]
- Convention avec la faculté de pharmacie de l'université Paris-Saclay et les affaires industrielles de Sanofi en 2010[31]
- Le 17 février 2010, partenaire de l'alliance nationale pour les sciences de la vie et de la santé (aviesan), constituée par le CEA, le CNRS, l’INRA, l’INRIA, l’Inserm, l’Institut Pasteur, l’IRD, la Conférence des présidents d'université et la Conférence des directeurs généraux de centres hospitaliers régionaux et universitaires[32],[33].
- Partenariat conjoint entre Sanofi et le Centre d'immunologie de Marseille-Luminy d'Aix-Marseille Université et du CNRS[34].

### International
- En 2010, accord de partenariat en Recherche et développement avec l'hôpital de la Charité, à Berlin[35].
- Partenariat avec le Center for Biomedical Innovation du MIT, en 2010[36] et avec l'université Harvard[37].
- Dans le domaine de l'oncologie avec la Medical Science Division de l'université d'Oxford[38]
- Partenariat avec le Scripps Genomic Medicine pour la médecine personnalisée[39].

## Sanofi R&D et les pôles de compétitivité
L'entreprise est impliquée dans 7 pôles de compétitivité dédiés à la santé:
- Projet dScreen, du pôle Alsace BioValley[40]
- Projet RadiAn, sur la radiosensibilisation et l'angiogenèse, au Cancéropôle de Toulouse
- projet GAP, sur la grippe pandémique et projet Microvax au pôle Lyonbiopôle[41]
- TransAl, sur la maladie d'Alzheimer et projet CReMEC sur les cancers, au pôle Medicen en île-de-France
- InnoMaD, test diagnostic du paludisme, projet DiaTrAlsur la maladie d'Alzheimer et projet Cell2Lead sur le criblage et le profilage de candidats sur cellules vivantes au pôle EUROBIOMED
- Partenariat avec la fondation Cœur et Artères, sur la prévention des maladies cardiovasculaires au pôle Nutrition Santé Longévité de Lille
- Partenariat avec Vivalis sur un projet de culture de lignées cellulaires au pôle Atlanpole Biotherapies à Nantes et Angers

## Direction
John C. Reed dirige la R&D de Sanofi de 2018 à février 2023. Il quitte alors brusquement l'entreprise, et est remplacé par Dietmar Berger, patron global du développement de la société depuis 2019 après avoir différentes positions à Genentech, Bayer et Amgen.